# Рикардо Бурильо
Рикардо Бурильо Столе (на испански: Ricardo Burillo Stholle) е испански полицейски и военен офицер, който играе важна роля по време на Испанската гражданска война.
Като началник на полицията в Барселона, той е отговорен за репресиите и разбиването на Работническа партия за марксистко обединение през 1937 г. По време на войната става командир на няколко военни части, като 9-та дивизия, III армейски корпус и Естремадурската армия.
В историографията на Франко е идентифициран като един от висшите републикански лидери, отговорен за убийството на десния политик Хосе Калво Сотело, обвинение, което Бурильо винаги е отхвърлял.

## Биография
Бурильо е роден в Кордоба на 27 март 1891 г. в аристократично и консервативно семейство. Рикардо Бурильо е описан от историка Хю Томас като „левичарски, пуритански, антиклерикален и романтичен аристократ“.

### Втора република
Бурильо постъпва в армията, където достига чин командир на пехота. Участва в Рифската война. След като Втората република е провъзгласена, той става част от Корпуса за сигурност и нападение. През юли 1936 г. е командир на 2-ра щурмова група, базирана в казармата Понтехос в Мадрид. По време на Втората република е активен член на Републиканския антифашистки военен съюз.
На 12 юли е на служба в казармата Понтехос, когато е изненадан от убийството на лейтенант Хосе Кастило, офицер от щурмова гвардия, който е убит от фалангисти. Кастило е разположен в групата за нападение, водена от Бурильо и някои от колегите на Кастило призовават за отмъщение на погребението му, което в крайна сметка води до убийството на десния депутат Хосе Калво Сотело. От този момент нататък за някои партии той става един от високопоставените служители на републиканската държава, отговорни за смъртта на Сотело, въпреки че винаги е отричал всякаква връзка с деянието.

### Гражданска война
След началото на Гражданската война остава лоялен към републиканското правителство и начело на своята щурмова група участва в нападението срещу казармите Монтаня, които се обявяват за бунт. След като бунта в Мадрид е овладян, Бурильо и хората му сформират така наречената „Колона Бурильо“ заедно с множество милиции и се насочват към Мадридските планини. За участието си в тези действия е произведен в подполковник.
По-късно заминава на юг, където участва в последните операции от обсадата на Алкасар, които дотогава са неуспешни. След като Толедо падна в ръцете на бунтовниците, Бурильо присъства в различни действия на централният фронт, опитвайки се да въведе ред сред милиционерите в неговата колона, които са деморализирани. По-късно участва със своя колона в защитата на Мадрид. Той продължи да ръководи новосъздадената 9-та дивизия. С тази част участва в някои сектори на Мадридския фронт до февруари 1937 г., когато започва франкистката офанзива на юг от Мадрид. За да го спрат, републиканците организират две отбранителни групи: едната от тях е под командването на Бурильо и зависи от армията на Центъра под командването на генерал Себастиан Посас.
По това време започва да показва открити симпатии към комунистите. Известно време по-късно признава пред президента на републиката Мануел Асаня, че е верен на армията, комунистическата партия и масонската ложа. След т. нар. „майски дни“ заема длъжността началник на полицията в Барселона, позиция, от която извършва репресиите срещу Работническа партия за марксистко обединение, троцкистко ориентирана партия, която участва в бунтовете в Барселона заедно с анархистите на Национална конфедерация на труда. Така по заповед на Бурильо, на 16 юни щабът на Работническа партия за марксистко обединение в хотел ,Фалкон“ е затворен и членовете на партията, включително нейният водач Андрес Нин са арестувани по обвинения във франкистки шпионаж.
През 1937 г. успява да ръководи III и XXII армейски корпус. На 24 ноември 1937 г. поема командването на новосъздадената Естремадурска армия. Бурильо ръководи това звено дълго време на фронт, който почти не се отличава със съответните военни действия. Въпреки това през лятото на 1938 г. южната армия под командването на генерал Гонсало Кейпо де Ляно активира отново фронта на Естремадура с няколко офанзиви, които причиняват последователния срив на републиканските линии. Франкистките войски могат да завладеят големи територии и да вземат значителен брой пленници, в допълнение към неефективността на Естремадурската армия. Бурильо е уволнен на 25 юли.

### След войната
Бурильо е пленен от новия режим на Франко след края на войната. Арестуван е на пристанището в Аликанте, където е със стотици републикански бежанци, опитващи се да избягат от силите на Франко. Обвинен от съдилищата на Франко наред с други престъпления, че е един от пряко отговорните за убийството на Сотело, нещо, което той отрича от процеса до деня на смъртта си. Съден бързо от военен съд, той е осъден на три смъртни присъди. Екзекутиран чрез разстрел през 1940 г. На гроба му, който се намира в гробището Алмудена в Мадрид, датата на смъртта е 21 юли 1939 г.